# 淳祐曆
《淳祐曆》，是中国古代曆法，南宋使用的第八部历法，屬於陰陽曆。
宋理宗淳祐十年（1250年），李德卿修成《淳祐曆》。淳祐十一年（1251年），颁布施行，取代鲍澣之修成的《開禧曆》。积年一亿二千二十六万七千六百七十七，日法三千五百三十。次年，被《會天曆》取代。